# Saprinus simplicipennis
Saprinus simplicipennis är en skalbaggsart som beskrevs av Rolf Martin Theodor Dahlgren 1969. Saprinus simplicipennis ingår i släktet Saprinus och familjen stumpbaggar. Inga underarter finns listade i Catalogue of Life.